# Тенчинский, Сендзивой
Сендзивой Тенчинский, Сендзивой из Тенчина и Хробжа (пол. Sędziwój Tęczyński; около 1420 — между 29 мая и 30 августа 1479, Тревизо) — польский дворянин, католический священник и юрист. Каноник краковский (1460—1461), чиновник и референдарий краковский (1473), королевский секретарь, ректор Краковской академии (1460—1461), наместник Познанского соборного капитула в 1479 году.

## Биография
Представитель польского дворянского рода Тенчинских герба «Топор». Сын Яна Тенчинского, каштеляна краковского, и Барбары Лянцкоронской. Братья — Габриэль, Станислав (воевода белзский), Николай (воевода русский), Ян, Збигнев (староста львовский) и Анджей (каштелян войницкий).
В летнем семестре 1453 года он начал обучение на факультете свободных искусств Краковского университета, через три года получил степень бакалавра с первым местом. Затем он начал обучение на юридическом факультете в Кракове, получив к середине октября 1460 года степень бакалавра декретов. Во время учебы, в 1457 году, он стал каноником Краковского собора. Около 15 октября 1460 года он был избран ректором университета и занимал эту должность в течение одного семестра.
Затем он продолжил обучение и в 1462 году стал лиценциатом декретов, а в последующие годы читал лекции по каноническому праву. Будучи наместником (защитником) прав и привилегий университета, он представлял его интересы в судебных процессах и имущественных спорах на рубеже 1470 и 1471 годов. До 1477 года он получил звание доктора декретов.
Двадцать лет назад (1457—1477) он участвовал в заседаниях краковского кафедрального капитула, дважды принимал участие в сеймах в Новом Място-Корчине (1461 г.) и Петркуве (1463 г.) в связи со спором о назначении краковского епископства. В 1463—1464 годах он занимал должность прокурора (управляющего) имуществом краковского капитула, а в 1471 годe вместе с Яном Войшиком управлял Бодзентынским имением епископских вотчин. В феврале 1472 года епископ Ян Жешовский назначил его генеральным чиновником Кракова, и эту должность он занимал до октября следующего года.
На рубеже 1474 и 1745 годов работал в коронной канцелярии королевским секретарем. В 1476 году он служил старостой замка в Липовце. Он также имел, среди прочего, кантория в Вислице (с 1464 г.), наместство в Скальбмеже (с 1468 г.), канонство в коллегиальной церкви св. Георгия на Вавеле (с 1465 г.), канонство в Плоцке (с 1478 г.) и наместничество в Познани (1479 г.). В 1477—1479 годах он оставался в Риме, успешно добиваясь папской комиссии для краковского архидьяконства.
Сендзивой Тенчинский скончался между 29 мая и 30 августа 1479 года в Тревизо, на обратном пути из Рима в Краков.